# Einstellung (Arbeit)
Einstellung bezeichnet im Personalwesen die Begründung eines Arbeitsverhältnisses durch Abschluss eines Arbeitsvertrags zwischen Arbeitgeber und Arbeitnehmer bei Unternehmen, in der öffentlichen Verwaltung oder sonstigen Organisationen sowie die Berufung in ein Dienstverhältnis bei einem Dienstherrn. Allerdings kommt es nicht allein auf das Vertrags- bzw. Rechtsverhältnis des Beschäftigten zum Arbeitgeber (Betriebsinhaber) an. Entscheidend ist vielmehr, ob der Beschäftigte dem Weisungs- und Direktionsrecht der im Betrieb Verantwortlichen untersteht.
Eine mitbestimmungspflichtige Einstellung nach § 99 BetrVG liegt vor, wenn Personen im Betrieb (Unternehmen) beschäftigt werden, um mit anderen Arbeitnehmern des Betriebs dessen arbeitstechnischen Zweck durch weisungsgebundene Tätigkeiten zu erfüllen.

## Allgemeines
Der Einstellung geht zunächst die Bewerbung nebst Bewerbungsgespräch einer Arbeitskraft voraus, der unter Umständen ein Einstellungstest oder Eignungstest folgt. Erst nach bestandenem Test kann es zur formalen Einstellung kommen.
Der Arbeitnehmer stellt vom Einstellungszeitpunkt an dem Arbeitgeber eine bestimmte Arbeitsleistung zur Verfügung. Als Gegenleistung verpflichtet sich der Arbeitgeber zur Zahlung des Arbeitslohns. Dies sind die Hauptpflichten, die in einem Arbeitsvertrag, neben weiteren Nebenpflichten, geregelt sind. Die Einstellung von Personal ist der Beginn eines Arbeitsverhältnisses, das später Gegenstand von Personalmaßnahmen wie Ausbildung, Fortbildung, betriebliche Weiterbildung, Mitarbeiterbewertung, Beförderung, Degradierung, Versetzung, Pensionierung und Entlassung sein kann. Learning by Doing und Training on the job sind ebenfalls Weiterbildungsformen, die nach einer Einstellung stattfinden können.

## Formvorschriften
Ein Arbeitsvertrag muss nicht zwingend schriftlich verfasst werden. In manchen Branchen ist der „Handschlag“ (also mündlich) für die Einstellung üblich und ausreichend. Das gilt auch bei einem Vertrag über Teilzeitarbeit. Wird ein befristetes Arbeitsverhältnis vereinbart, bedarf allerdings (nur) die Befristungsabrede für ihre Wirksamkeit der Schriftform (§ 14 Abs. 4 Teilzeit- und Befristungsgesetz). Schriftform ist allerdings gemäß § 2 Abs. 1 Nachweisgesetz spätestens ein Monat nach dem vereinbarten Beginn bei jedem Arbeitsverhältnisses erforderlich, wobei die wesentlichen Vertragsbedingungen schriftlich niederzulegen sind.
Ist in einem Tarifvertrag die Schriftform für den Arbeitsvertrag vorgeschrieben, so kann es sich dabei um eine konstitutive oder nur deklaratorische Regelung handeln. Bei einer bloß deklaratorischen Klausel ist auch ein nicht schriftlicher Arbeitsvertrag formwirksam, der Arbeitnehmer hat aber einen Rechtsanspruch auf einen schriftlichen Vertrag.

## Rechtsfragen
Der betriebsverfassungsrechtliche Einstellungsbegriff ist weiter gefasst als der oben definierte. Eine Einstellung liegt danach dann vor, wenn eine Person in den Betrieb eingegliedert wird, um zusammen mit den dort schon beschäftigten Arbeitnehmern dessen arbeitstechnischen Zweck durch weisungsgebundene Tätigkeit zu verwirklichen. Davon kann z. B. auch ein Praktikant oder ein Leiharbeitnehmer erfasst werden. Es ist insoweit weder der Abschluss eines Arbeitsvertrages notwendig, noch ist bereits mit dem Vertragsschluss die Einstellung erfolgt, solange der Arbeitnehmer noch nicht in den Betrieb eingegliedert worden ist. Mit der Einstellung wird im Regelfall ein bereits geschlossener Arbeitsvertrag vollzogen. Gleiches gilt im öffentlichen Dienst bezüglich der Mitbestimmungsrechte der dortigen Personalräte.
Einstellungen gehören zu den Personalmaßnahmen oder -angelegenheiten, die der Mitbestimmung (Zustimmung) des Betriebsrats (§ 99 Abs. 1 BVG) oder Personalrats (§ 78  Abs. 1 Nr. 1 BPersVG, § 72 Abs. 1 LPVG NRW) bedürfen. Der Arbeitgeber hat den Betriebsrat vor der Einstellung zu unterrichten, so dass die Aufnahme der tatsächlichen Beschäftigung noch nicht erfolgt sein darf, auch wenn bereits ein Arbeitsvertrag besteht. Keine Einstellung liegt insbesondere vor, wenn jemand an seinen Arbeitsplatz nach Unterbrechung (etwa Mutterschutz, Elternzeit) zurückkehrt.

## Arbeitsmarkt
Der Anteil neu eingestellter Arbeitskräfte an der Gesamtbeschäftigung ist ein Indikator für die Fluktuation auf dem Arbeitsmarkt. Im Jahre 2014 wurden in Deutschland 13 % der Erwerbstätigen von 20 bis 64 Jahren in den letzten zwölf Monaten neu eingestellt. Dänemark verzeichnete im EU-weiten Vergleich die höchste Wechseldynamik auf dem Arbeitsmarkt. Dort hatte bei einem insgesamt sehr hohen Beschäftigungsniveau 2014 mehr als jeder fünfte Erwerbstätige (21 %) in den vergangenen zwölf Monaten eine (neue) Arbeit begonnen. Kaum Bewegung auf dem Stellenmarkt gab es in Rumänien: Dort hatte nur jeder 20. Erwerbstätige den Arbeitsplatz gewechselt oder eine neue Stelle angetreten.